# Costa Vasca

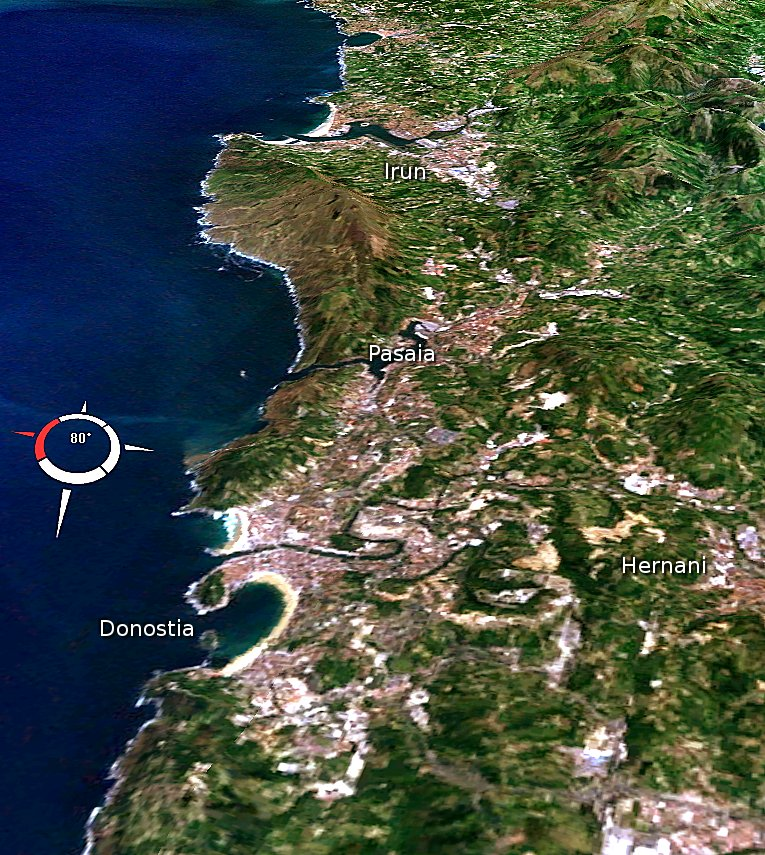
Satellitenbild des mittleren Teils der Costa Vasca

Als Costa Vasca (Spanisch für „Baskische Küste“; Baskisch: Euskal Kostaldea; Französisch: Côte Basque) wird die Atlantikküste des Baskenlandes bezeichnet. Sie liegt am inneren Teil des Golfs von Biskaya im Norden Spaniens und im äußersten Südwesten Frankreichs und erstreckt sich von der Gemeinde Muskiz im Westen bis zur Mündung des Flusses Adour bei Bayonne im Nordosten.
Politisch gliedert sich die Costa Vasca in die Küstenabschnitte des französischen Départements Pyrénées-Atlantiques sowie der spanischen Provinzen Gipuzkoa und Bizkaia, die Teil der autonomen Gemeinschaft Baskenland sind.
Die sehr grüne Landschaft der Costa Vasca wird von ihrer Lage zwischen der Biskaya und den Pyrenäen geprägt. Sie ist gekennzeichnet durch steil abfallende Hänge an kurzen Rias, die von Hügeln mit Eichen und Buchenwäldern umgeben sind. Zwischen den Steilküsten gibt es zahlreiche Sandstrände, von denen die bekanntesten in Biarritz im französischen Teil und Donostia-San Sebastián im spanischen Teil liegen.

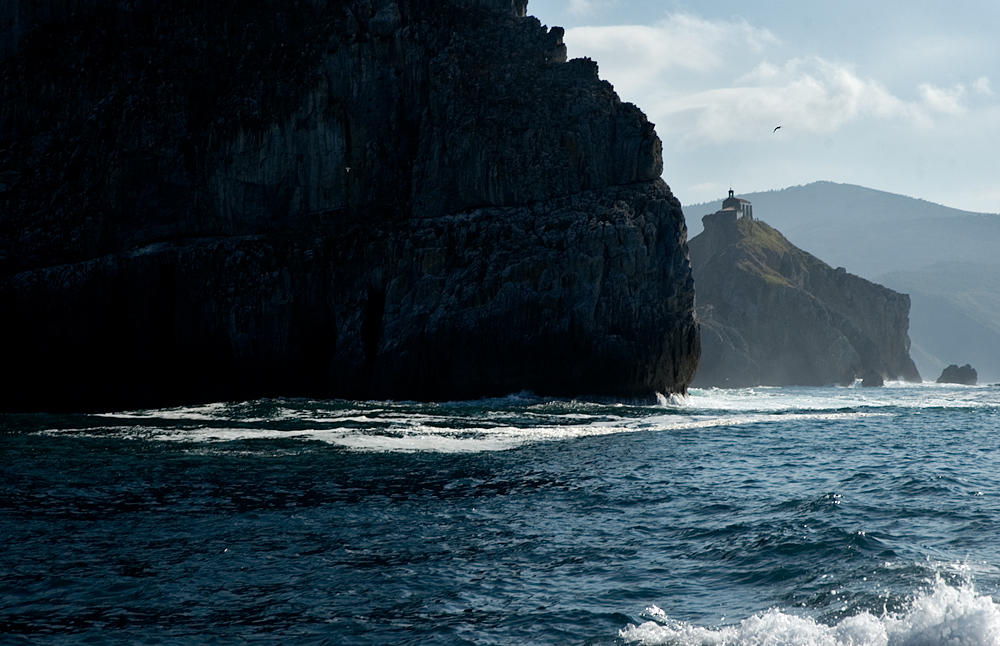
Insel San Juan de Gaztelugatxe und die Isla de Aquech
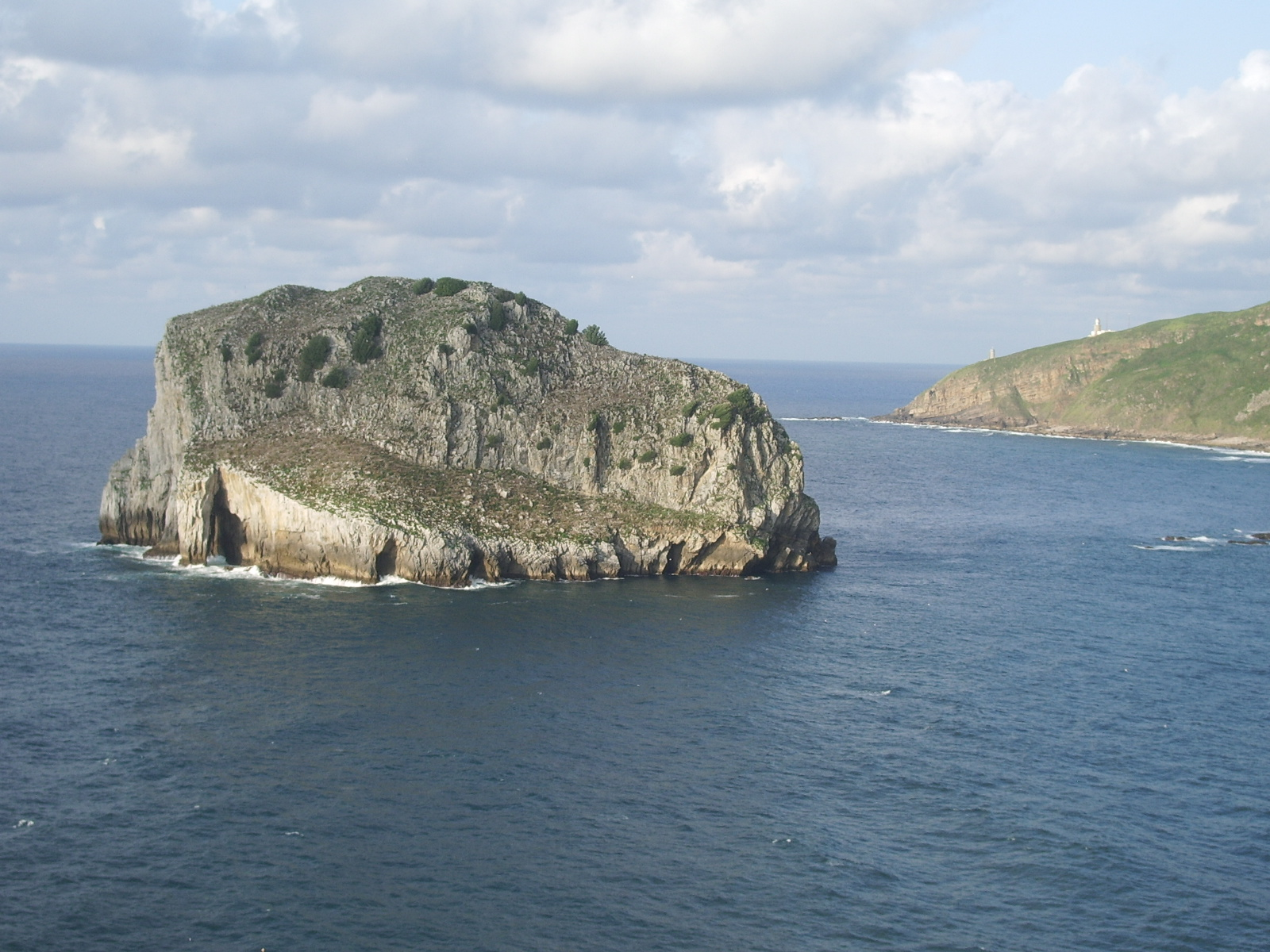
Isla de Aquech
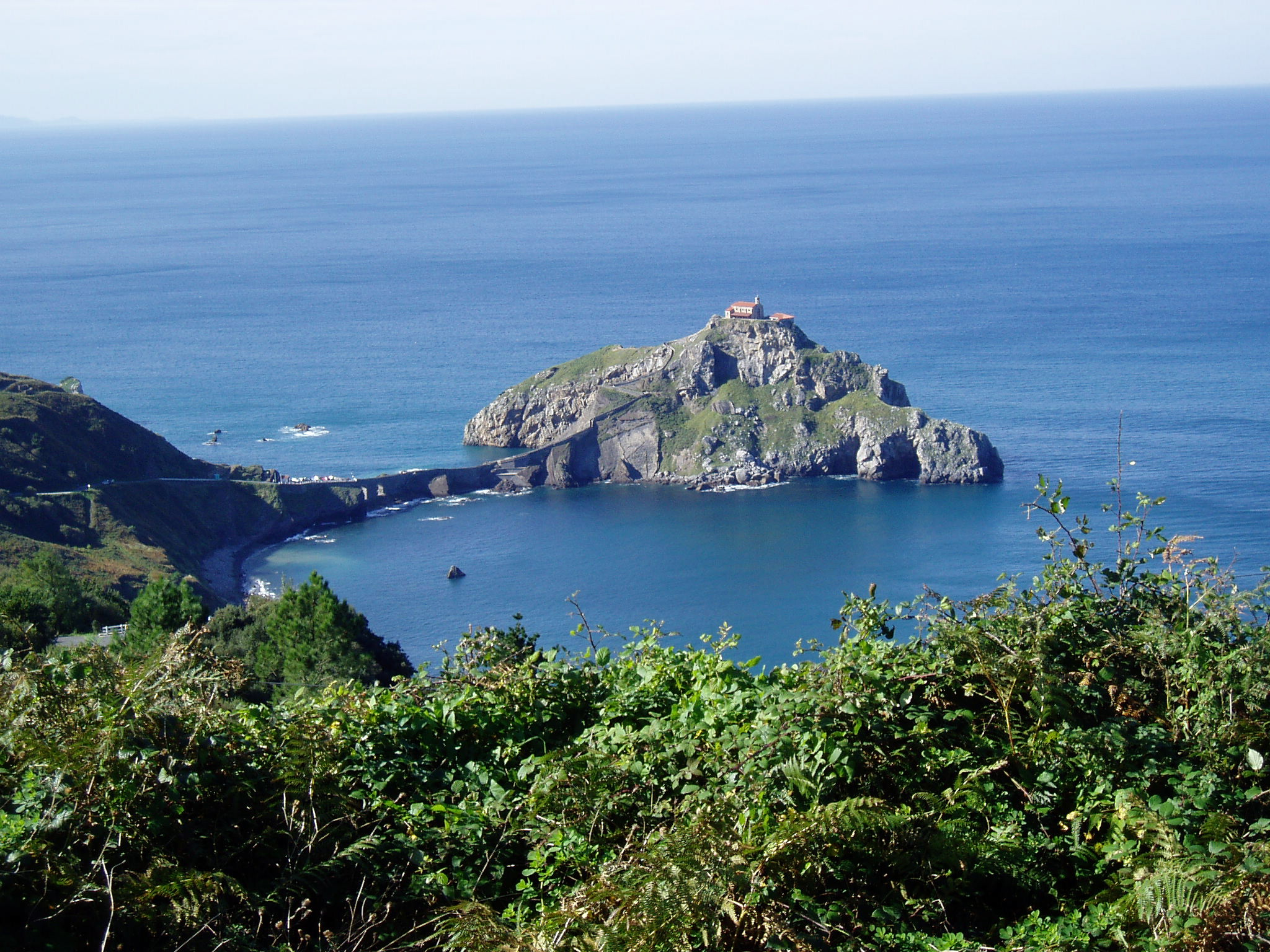
Insel San Juan de Gaztelugatxe
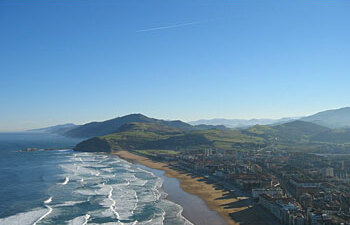
Costa Vasca bei Zarautz
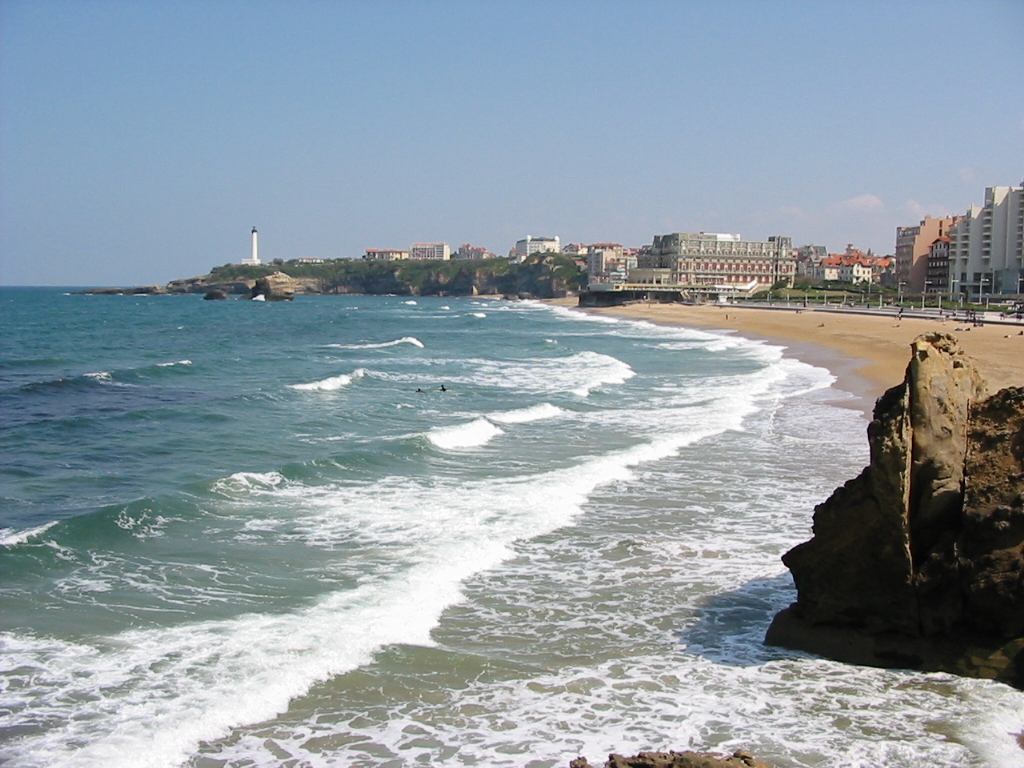
Costa Vasca bei Biarritz
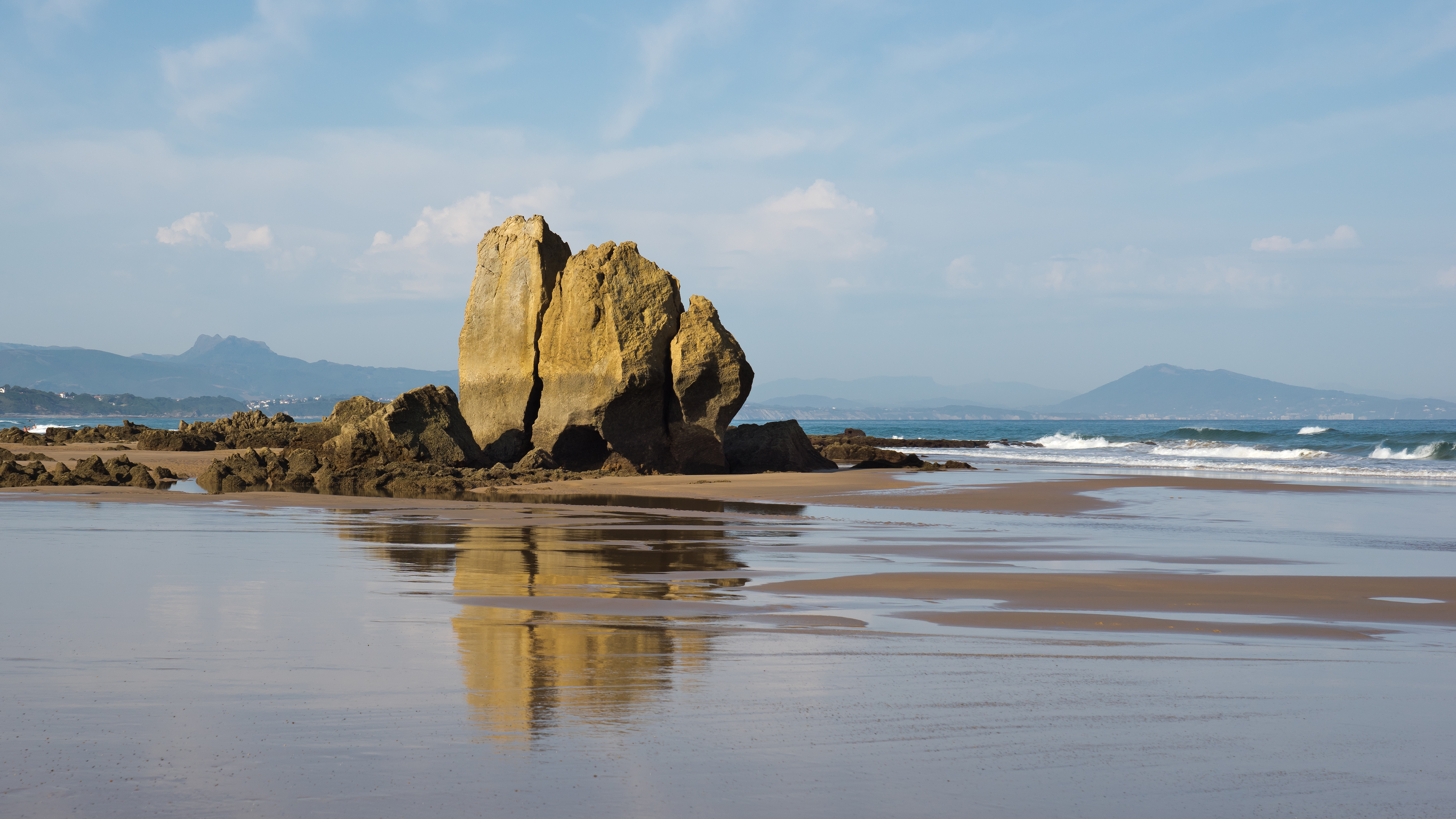
Felsen am Strand von Bidart
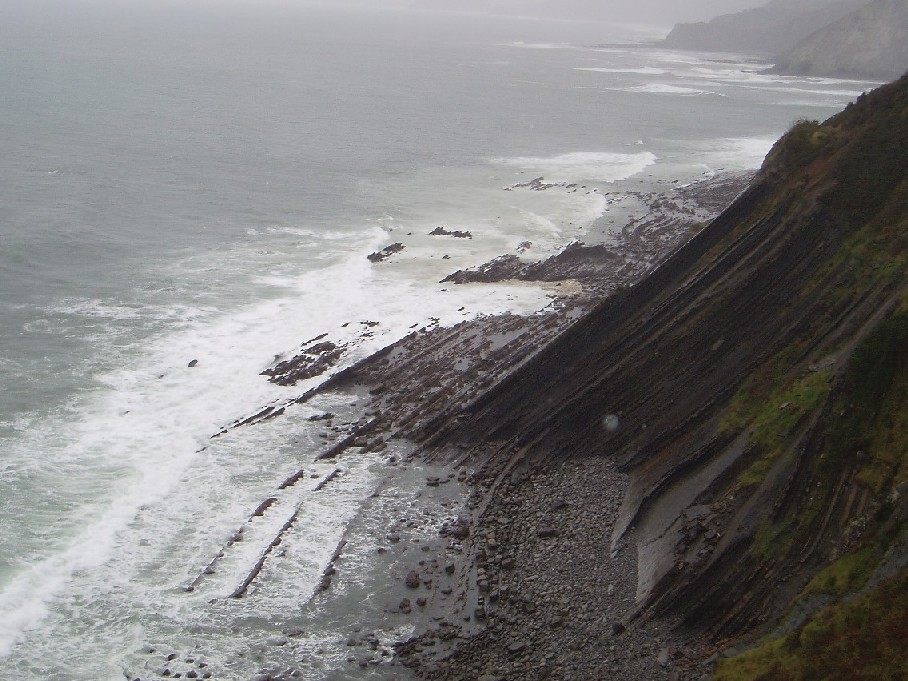
Küste zwischen Deba und Zumaia

## Orte an der Costa Vasca
| (Von Ost nach West) Frankreich - Anglet - Biarritz - Bidart - Guéthary - Saint-Jean-de-Luz - Ciboure - Urrugne - Hendaye | Spanien - Hondarribia - Pasaia - San Sebastián - Orio - Aia - Zarautz - Getaria - Zumaia - Deba - Mutriku - Ondarroa - Berriatua - Mendexa - Lekeitio - Ispaster - Ea - Ibarrangelu - Elantxobe - Gautegiz-Arteaga - Busturia - Sukarrieta - Mundaka - Bermeo - Bakio - Lemoiz - Gorliz - Plentzia - Barrika - Sopelana - Getxo - Portugalete - Santurtzi - Zierbena - Muskiz |